# Стеничи
Стеничи — деревня в Юрьянском районе Кировской области в составе Медянского сельского поселения.

## География
Находится на правобережье Вятки на расстоянии примерно 14 километров на северо-запад по прямой от поселка Мурыгино.

## История
Известна с 1873 года, когда в ней (тогда Воробьевская, позже Воробьевская 1-я) было учтено дворов 12 и жителей 71, в 1905 10 и 60, в 1926 12 и 77, в 1950 11 и 50 соответственно. В 1989 учтено 4 жителя . 

## Население
Постоянное население  составляло 2 человека (русские 100%) в 2002 году, 2 в 2010.